# SubZero (webcómic)
SubZero es un webcómic de fantasía y romance creado por la artista Junepurrr. Sigue el matrimonio arreglado entre una princesa y un príncipe de clanes rivales para poner fin a una guerra. Comenzó a publicarse semanalmente en la plataforma Webtoon en 2018. Según datos de Webtoon, había recibido 73 millones de visitas a finales de 2019.

## Publicación
SubZero está creado por la artista Junepurrr. Comenzó a publicarse en la plataforma Webtoon en 2018, y comenzó su segunda temporada en junio de 2021. Se publica semanalmente, aunque tuvo una pausa entre temporadas.

## Trama y temas
SubZero es un romance de fantasía que sigue el matrimonio de la princesa del Clan Cerúleo, Clove, y el príncipe rival del Clan Camersí, Kyro, mientras maniobran para poner fin a la guerra que se ha librado entre sus clanes durante siglos. El conflicto entre los dos clanes de dragones es el telón de fondo de una historia de "enemigos a amantes" entre la Princesa Clove y el Príncipe Kyro. El cómic también profundiza en subtramas de intriga política y explora temas de traición, guerra, perdón, deber y sacrificio.
La trama comienza con la princesa dragón del Clan Cerúleo, Clove, aceptando los términos de un matrimonio con el príncipe del clan rival, Kyro, y entregando efectivamente su libertad por el bien de su clan. Lo que comienza como una unión a regañadientes entre los dos se convierte en algo más en el transcurso de la serie a medida que aprenden más el uno del otro y su dedicación para detener el derramamiento de sangre entre los dos clanes de dragones.

## Personajes principales
Los siguientes personajes son fundamentales para la trama del cómic y hacen apariciones regulares:
- Clove es la princesa del Clan Cerúleo y la última persona restante de su linaje que porta el Dragón Cerúleo. Ha estado protegida la mayor parte de su vida en una isla aislada y rodeada de hielo y, a pesar de su herencia, nunca ha podido transformarse en dragón. Aunque su crianza fue protegida, se la describe como observadora, diligente, autoritaria y capaz de aprovechar el hecho de que la gente espera que sea ingenua. En última instancia, está dedicada a poner fin a la guerra entre los dos clanes y se ha demostrado que sacrifica su propio bienestar para lograr este objetivo.[2][3][1]
- Kyro es el príncipe del Clan Carmesí y enemigo inicial de Clove a pesar de su compromiso. Inicialmente se lo retrata como un general despiadado, pero con el tiempo se revela que está tan dedicado a terminar la guerra como Clove. Puede transformarse en un dragón rojo y ha habido varias ocasiones en las que se ha revelado como una persona romántica. A lo largo de la serie se le representa con un exterior frío y calculador, mientras que en el fondo alberga motivos nobles.[4][2]

## Premios y recepción
El cómic ganó el premio Ringo Award como Héroe favorito de los fanáticos en 2020.
Según datos de Webtoon, SubZero había recibido 73 millones de visitas y era el decimotercer cómic más popular de la plataforma.
Un crítico de The Beat dijo en 2021 que "a pesar de que a veces me siento bastante frustrado por la historia, soy adicto a descubrir el final... Ven por los dragones y la angustia, quédate por el arte y los giros de la trama".